# گلادیس جرج
 گلادیس جرج (انگلیسی: Gladys George؛ ‏ ۱۳ سپتامبر ۱۹۰۴ – ۸ دسامبر ۱۹۵۴) بازیگر اهل ایالات متحده آمریکا بود.
از فیلم‌ها یا برنامه‌های تلویزیونی که وی در آن نقش داشته است، می‌توان به گوی بلورین، شاهین مالت، داستان بازرس اشاره کرد.

## مرگ
جرج به بیماری های متعددی از جمله سرطان گلو، بیماری قلبی و سیروز کبدی مبتلا بود.  او بر اثر خونریزی مغزی درگذشت.